# Casual (canción)
«Casual» es una canción de la cantautora estadounidense Chappell Roan. Fue lanzada como sencillo el 28 de octubre de 2022 de forma independiente. Más tarde fue lanzada como parte del álbum debut de Roan, The Rise and Fall of a Midwest Princess, a través de Amusement Records e Island Records como el sexto sencillo del álbum. Ella escribió la canción junto con Dan Nigro y Morgan St. Jean, con Nigro acreditado como productor junto con Ryan Linvill. Se trata de una canción dream pop con influencias country sobre las citas esporádicas, en particular una situación entre Roan y un interés amoroso que no está dispuesto a comprometerse.
La canción se convirtió en un sleeper hit en 2024, siendo una de las siete canciones de Roan que entraron simultáneamente en la lista Billboard Hot 100, junto con «Good Luck, Babe!», «Hot to Go!», «Red Wine Supernova», «Pink Pony Club», «Femininomenon» y «My Kink Is Karma» en agosto de ese año.

## Antecedentes
Tras el lanzamiento del sencillo de Roan «Pink Pony Club» en 2020 y su posterior despido de Atlantic Records, ella y el productor Dan Nigro empezaron a trabajar en «Casual». Gran parte de la inspiración de la canción vendría de una relación a distancia que comenzó en línea durante la pandemia, donde su pareja en línea la llamaba su «chica de los sueños» y pronto hizo que Roan se encariñara con ella. Sin embargo, una semana después, le envió un mensaje a Roan diciéndole que estaban saliendo con otra persona, dejándola «desolada», y enterándose poco después de que le había dicho a su amiga que su relación era sólo casual. En una entrevista con Rolling Stone, Roan declaró que su respuesta interna a la situación fue: «¿Qué diablos quieres decir con que era casual? ¡Nos contábamos secretos y hablábamos literalmente todos los días!».

## Recepción crítica
La canción fue aclamada por la crítica. Jem Aswald, de Variety, escribió que «Casual» era el sencillo «más irresistible» de Roan hasta la fecha y comparó el estilo «majestuoso» de la cantante con el de Lana Del Rey. Aswald también destacó la letra explícita de la canción.  En otra crítica positiva para NPR, Stephen Thompson también destacó los «detalles explícitos» de la canción de Roan y afirmó que «todos los detalles inteligentemente expresados que hacen que “Casual” cante: las imágenes borrosas de la futura domesticidad, la conversación recontextualizada con un pariente, el eterno error de cálculo de aferrarse al sexo como sustituto de la intimidad emocional».
En dos críticas para Pitchfork, Olivia Horn calificó a «Casual» como el «punto álgido» del álbum y escribió que la canción era un «cóctel de dolor y desprecio hacia una pareja romántica», detallando que el final de la canción «sube la temperatura y eleva las apuestas», mientras que Jane Bua alabó el «candor mordaz» de Roan y opinó que las voces «apiladas» del estribillo añadían «el sabor de una canción de The Chicks».

## Vídeo musical
El vídeo musical de «Casual» se estrenó el 9 de marzo de 2023 y fue dirigido por Hadley Hillel. En el vídeo, Roan comienza una relación casual con una sirena interpretada por Mika Leshā. Para Teen Vogue, Roan describió el concepto del vídeo como «Aquamarine, pero como, gay».

## Posicionamiento en listas
| Lista (2024)                       | Mejor posición |
| ---------------------------------- | -------------- |
| Australia (ARIA)                   | 83             |
| Global 200 (Billboard)             | 124            |
| Canadá (Canadian Hot 100)          | 64             |
| Estados Unidos (Billboard Hot 100) | 59             |
| Filipinas (Philippines Hot 100)    | 52             |
| Irlanda (IRMA)                     | 37             |
| Reino Unido (UK Singles Chart)     | 44             |

## Certificaciones
| País                                                                   | Certificación | Ventas   |
| ---------------------------------------------------------------------- | ------------- | -------- |
| Canadá (Music Canada)                                                  | Platino       | 80,000‡  |
| Estados Unidos (RIAA)                                                  | Oro           | 500,000‡ |
| Reino Unido (BPI)                                                      | Plata         | 200,000‡ |
| ‡ Cifras de ventas y streaming basadas únicamente en la certificación. |               |          |